# トミー・ホワイト
トミー・ホワイト（Tommy White, 2003年3月2日 - ）は、アメリカ合衆国の野球選手（一塁手）。右投右打。オークランド・アスレチックス傘下のストックトン・ポーツ所属。

## 経歴
ノースカロライナ州立大学に進学し、1年時の2022年は55試合に出場して打率.362、27本塁打、74打点を記録。ノースカロライナ州立大学の選手のシーズン最多本塁打記録、ACCの1年生のシーズン最多本塁打記録を更新した。シーズン終了後、ルイジアナ州立大学へ転校した。
2023年は66試合に出場して打率.374、24本塁打、105打点を記録。チームはメンズ・カレッジ・ワールドシリーズで優勝した。